# 1271 Isergina
1271 Isergina је астероид главног астероидног појаса. Приближан пречник астероида је 44,33 ,
а средња удаљеност астероида од Сунца износи 3,138 астрономских јединица (АЈ).
Инклинација (нагиб) орбите у односу на раван еклиптике је 6,680 степени, а орбитални период износи 2030,822 дана (5,560 година). Ексцентрицитет орбите астероида износи 0,121.
Апсолутна магнитуда астероида износи 10,60 а геометријски албедо 0,051.
Астероид је откривен 10. октобра 1931. године.